# Гвам на Светском првенству у атлетици на отвореном 2013.
Гвам је учествовало на Светском првенству у атлетици на отвореном 2013. одржаном у Москви од 10. до 18. августа дванаести пут. Репрезентацију Гвама представљао је један такмичар који се такмичио у трци на 100 метара.
На овом првенству Гвам није освојио ниједну медаљу. Није било новог националног рекорда, Michael Alicto је поправио лични рекорд.

## Резултати

### Мушкарци
| Атлетичар      | Дисциплина | Лични рекорд | Предтакмичење | Предтакмичење | Квалификације        | Квалификације        | Полуфинале           | Полуфинале           | Финале               | Финале  | Детаљи                                       |
| Атлетичар      | Дисциплина | Лични рекорд | Резултат      | Место         | Резултат             | Место                | Резултат             | Место                | Резултат             | Место   | Детаљи                                       |
| -------------- | ---------- | ------------ | ------------- | ------------- | -------------------- | -------------------- | -------------------- | -------------------- | -------------------- | ------- | -------------------------------------------- |
| Michael Alicto | 100 м      | 11,54        | 11,39 ЛР      | 6. гр 3       | Није се квалификовао | Није се квалификовао | Није се квалификовао | Није се квалификовао | Није се квалификовао | 67 / 75 | Архивирано на веб-сајту (30. септембар 2013) |